# Phalaenopsis pulchra
Phalaenopsis pulchra — епіфітна трав'яниста рослина  родини орхідних, або зозулинцевих (Orchidaceae).

## Етимологія
Вид не має усталеної української назви, в україномовних джерелах зазвичай використовується наукова назва Phalaenopsis pulchra.
Латинське слово pulcher (-chra,-chrum) має такі значення: гарний, прекрасний, славний, благородний.
Англійська назва — The Beautiful flowered Phalaenopsis.

## Синонім
- Phalaenopsis lueddemanniana var. pulchra Rchb.f. 1875
- Phalaenopsis luedemmannia var purpurea Ames & Quis. 1932
- Polychilos pulchra (Rchb.f.) Shim 1982

## Історія опису
Вид вперше був описаний в 1875 р.  Генріхом Райхенбахом, як варіація вже відомого виду Phalaenopsis lueddemanniana var. pulchra. У 1968 р. Світ, детально вивчивши будову квітки, виділив Phalaenopsis pulchra в окремий вид. В наш час[коли?] не всі фахівці згодні з виділенням рослини в окремий вид. Так у 2003 р. був отриманий первинний гібрид на основі Phalaenopsis pulchra і Phalaenopsis hieroglyphica, якому офіційно присвоїли назву.

## Біологічний опис
Невеликий моноподіальний епіфіт. 

Стебло коротке, приховане основами 3-7 листків. 

Коріння товсте, гладке. 

Листки звисаючі, довгасто-овальні, товсті, довжиною від 15 до 30 см, шириною до 6 см. 

Квітконоси багаторічні, довжиною 35-60 см. Легко утворює «діток». 

Квіти воскової фактури, зірчасті, діаметром 4-6 см, ароматні, не в'януть 2-3 тижні. Пелюстки довгасті, у верхній частині рівною фіолетовою, синьо-фіолетовою або червоного забарвлення з красивим поперечними рисками біля основи, губа того ж кольору, що і пелюстки, з яскравою жовтою плямою у верхній частині. 

Цвіте цілий рік, пік цвітіння — кінець весни — літо.

## Ареал, екологічні особливості
Ендемік Філіппін (Лусон, Лейте).
На стовбурах і гілках дерев у вологих гірських лісах. Щодо того, на яких висотах зустрічається Phalaenopsis pulchra, інформація суперечлива. За одними джерелами цей фаленопсис виростає на висотах від 100 до 650 метрів над рівнем моря, за іншими на висоті 1300 метрів і вище.
Температура повітря на висоті 1400 метрів над рівнем моря (район Casiguran): 10-15°С вночі, і від 19-25°С вдень. Дощі цілий рік, кількість опадів коливається від 240 мм до більш ніж 600 мм на місяць.
Відносна вологість повітря — 85-89%.
Відноситься до числа видів, що охороняються (II додаток CITES).

## У культурі
У культурі вважається складним, оскільки потребує холоднішого утримання, ніж більшість поширених в культурі видів. Температурна група — помірна. Для нормального цвітіння обов'язковий перепад температур день/ніч в 5-8°С. Цвітіння можливо протягом усього року, але частіше в літній період.
Вимоги до світла: 1000–1200 FC, 10760-12919 lx.
Загальна інформація про агротехніку у статті Фаленопсис.
Phalaenopsis pulchra активно використовується в  гібридизації.

## Первиннігібриди
- Arlington — hieroglyphica х pulchra (P. Lippold) 2006
- Cherry Spot — bellina х pulchra (Paul Lippold) 2003
- Fintje Kunriawati — pulchra х violacea (A. Kolopaking) 2004
- Gold Veins — pallens х pulchra (Alberts / Merkel) 2004
- Herman Sweet — cornu-cervi х pulchra (Casa Luna) 2004
- Memoria Hans-Werner Pelz — equestris х pulchra (Olaf Gruss (Hw. Pelz)) 2003
- Pulamab — pulchra х amabilis (Luc Vincent) 2004
- Pulcia — pulchra х lueddemanniana (Alain Brochart (Klinge Orch.)) 2004
- San Shia Queen — aphrodite х pulchra (Hou Tse Liu) 2007
- Swiss Chocolate — pulchra х mannii (Luc Vincent) 2005
- Без назви — equestris х pulchra
- Без назви — celebensis х pulchra
- Без назви — hieroglyphica х pulchra
- Без назви — mariae х pulchra